# Большая Рассошка
Большая Рассошка — деревня в Узловском районе Тульской области России. В рамках административно-территориального устройства относится к Хитровской сельской администрации, в рамках организации местного самоуправления входит в Шахтёрское сельское поселение.
Расположена на реке Рассошка в 9 км к западу от железнодорожной станции Узловая I (г. Узловая) и в 35 км к юго-востоку от Тулы. В 1,5 км к западу от деревни проходит автомагистраль М4 «Дон».
В населённом пункте 57 домов.

## История
Предположительно населённый пункт был основан в 1871 году в списке мировых участков и волостей по Тульской губернии, где указано два селения Разсошкое Маклецкой волости Богородицкого уезда. Кроме этого с 1926 года в справочнике административно-территориального деления Тульской губернии значится населенный пункт Рассошка Большая Хитровского сельского совета, в справочнике административно-территориального деления Тульской области за 1964, 1966, 1971, 1980 годы значится населенный пункт деревня Большая Рассошка Акимо-Ильинского сельского совета.
Данное поместье принадлежало помещику А. А. Меньшикову-Долгорукову. Можно предположить что название населённого пункта образовалось от названия реки. В толковом словаре В.Даля упоминаются слова рассоха, рассошка, одно из толкований которого дается как «всякий порядочный приток, рукав реки».
1941 г.
"В боях в районе Большой Рассошки [Узловского района] 813-й стрелковый полк 239-й стрелковой дивизии под командованием Георгия Алексеевича Гоголицына упорно и настойчиво сдерживал натиск двух-трёх полков противника с танками, нанося ему большие потери в живой силе и в матчасти.

## Население
| 2010 |
| ---- |
| 69   |